# Герб Самарской области
Герб Самарской области является символом Самарской области. Утверждён Законом Самарской области «О государственных символах Самарской области» от 13 октября 1998 г.

## Описание и толкование (значение) символики
Герб Самарской области является символом общественно-исторического
и государственно-административного статуса и представляет собой изображение серебряного дикого козла, обращённого в левую сторону (по направлению от зрителя, геральдически — в правую), с золотыми рогами, червлёными (тёмно-красными) глазами, языком и чёрными копытами, помещённое на геральдический щит французской формы лазоревого цвета. Щит увенчан императорской короной и окружён золотыми дубовыми ветвями, обвитыми Андреевской лентой.
Горделивый серебряный козёл на лазоревом щите символизирует уверенность и спокойную мощь. Изображение этого животного в геральдике и символике по возрасту не уступает орлу и льву. Уже у древних народов козёл обозначал вожака, вождя, был воплощением непоколебимой силы. Дубовые листья с желудями — символ полной силы. Голубая Андреевская лента, на которой носился крест высшего российского ордена — Ордена Святого апостола Андрея Первозванного, учреждённого Петром Первым, — подчёркивает принадлежность Самарской области к Российскому государству.
Цвета герба по правилам геральдики обозначают:
- золото символизирует богатство, силу, верность, постоянство;
- серебро (может изображаться белым цветом) — нравственную чистоту;
- лазурь — величие, красоту, ясность;
- червлень — отвагу, героизм, великодушие.

## История
В конце 50-х годов XIX века управляющий Гербовым отделением Департамента герольдии Сената Борис Васильевич Кёне пересматривал российские гербы. В частности, он хотел заменить козу на гербе Самары на дикого козла. Городской герб остался прежним, а идея Кёне воплотилась в Самарском губернском гербе.
В таком варианте герб Самарской губернии был утверждён 5 (17) июля 1878 года. Тогда герб Самарской губернии имел следующее описание:
В лазоревом щите серебряный дикий козёл с золотыми рогами, червлёными глазами и языком и чёрными копытами. Щит увенчан императорскою короною и окружён золотыми дубовыми листьями, соединёнными Андреевскою лентою
Губернский герб можно было видеть при въезде на территорию губернии, на фасадах административных зданий, на официальных бумагах и печатных изданиях, на форменных пуговицах чиновников. Употребление губернских гербов перестало практиковаться после Октябрьской революции 1917 года. Региональная геральдика начала восстанавливаться только в конце 80-х годов XX века.
После 1917 года общественно-политические условия в стране не способствовали использованию гербов. Только в середине 80-х — начале 90-х годов XX века, в связи с процессом децентрализации государственного управления и усилением роли субъектов Российской Федерации, появился интерес к созданию территориальных и муниципальных гербов и флагов.
Соавторами проекта официального описания герба Самарской области в 1994 г. являются: Сергей Артурович Кулаков и Александр Никифорович Завальный.
Соавторами проекта современного цветного и монохромного (чёрно-белого) изображений официального символа Самарской области, который используется с 1994 года, являются члены Гильдии профессиональных дизайнеров «Гринтар»: Сергей Артурович Кулаков и Виктор Вартанович Чемирзов.
После согласования с Государственной герольдией при Президенте Российской Федерации проектов описания и изображений герба Самарской области, только в 1998 году Администрация Самарской области поставила вопрос о необходимости разработки региональных государственных символов. Была создана рабочая группа по подготовке соответствующего проекта областного закона.
22 сентября 1998 года Самарской Губернской Думой был принят Закон Самарской области «О государственных символах области», которым устанавливались региональные герб и флаг. За эталон описания герба Самарской области было принято описание герба Самарской губернии, утверждённое 5 (17) июля 1878 года. Описание и порядок официального использования символов Самарской области установлен «Законом Самарской области о государственных символах Самарской области», принятого Самарской Губернской Думой 13 октября 1998 года. Созданные в соавторстве С. А. Кулакова и В. В. Чемирзова рисунки современного цветного и монохромного (чёрно-белого) изображений, соответствующие геральдическим правилам и утверждённому официальному описанию герба Самарской области, являются Приложением 1 к принятому Закону.
Однако, на официальном сайте правительства Самарской области отсутствует указание имён соавторов современных изображений символов Самарской области, что недопустимо и является нарушением личных неимущественных прав каждого из соавторов на имя. При этом, указаны имена соавторов слов и музыки гимна Самарской области,
Рисунки соавторов с 1994 года публично используются и распространяются в информационной сети Интернет в качестве изображения официальных символов Самарской области, без заключения авторского или лицензионного договора с соавторами, о передаче прав или предоставлении разрешения на использование рисунков в объёме и на условиях договора. До настоящего времени правительство Самарской области не выполнило установленные национальным законодательством обязательства по заключению договора и выполнению денежных обязательств перед соавторами. С 1994 года и по настоящее время бездоговорное использование цветного и монохромного рисунков описания Губернского герба Самары в качестве официальных символов Самарской области осуществляется с прямым нарушением конституционных прав соавторов коллективных произведений.